# トリクロロエチレン
トリクロロエチレン (trichloroethylene) は有機塩素化合物の一種である。エチレンの水素原子のうち3つが塩素原子に置き換わったもの。洗浄剤として使われたが、発がん性があることが明らかとなった。常温では無色透明の液体で、不燃性である。揮発性があり、甘い香りを持つ。
脱脂力が大きいため、半導体産業での洗浄用やクリーニング剤として1980年代頃までは広く用いられていた。しかし発癌性が指摘され、代替物質への移行が行われている。
土壌汚染や地下水汚染を引き起こす原因ともなるため、各国で水質汚濁並びに土壌汚染に係る環境基準が定められている。日本では化学物質審査規制法により、1989年に第二種特定化学物質に指定された。国際がん研究機関の発がん性評価ではグループ 1 の「ヒトに対する発癌性が認められる」物質として規定されている。このがんリスクにより、労働安全衛生法の第二類物質特別有機溶剤等にも指定されている。
工業的な合成法とされていたのは、銅などの触媒のもと、1,2-ジクロロエタンに塩素、または塩素と酸素を作用させる方法であった。

## 製造
1970年代初頭より前にはアセチレンから2段階の工程で作られていた。まず、塩化鉄(III) 触媒の存在下、90 ℃ でアセチレンに塩素を作用させて 1,1,2,2-テトラクロロエタンとする。
{\displaystyle {\ce {HC\equiv {CH}+2Cl2->Cl2CHCHCl2}}}
次に脱塩化水素を行い、トリクロロエチレンを得る。この反応は水酸化カルシウム水溶液で行われる。
{\displaystyle {\ce {2Cl2CHCHCl2 + Ca(OH)2 -> 2ClCH=CCl2 + CaCl2 + 2H2O}}}
または、塩化バリウムまたは塩化カルシウム触媒を用い、気相中 300–500 ℃ に加熱してもよい。
{\displaystyle {\ce {2Cl2CHCHCl2 -> ClCH=CCl2 + HCl}}}
今日では、大部分がエチレンから合成されている。まず塩化鉄(III) を触媒として塩素化し、1,2-ジクロロエタンとする。
{\displaystyle {\ce {CH2=CH2 + Cl2 -> ClCH2CH2Cl}}}
さらに塩素を加えて 400 ℃ 付近に加熱すると、トリクロロエチレンが得られる。
{\displaystyle {\ce {ClCH2CH2Cl + 2Cl2 -> ClCH=CCl2 + 3HCl}}}
この反応を触媒する基質は数多い。最も一般的に用いられるのは塩化カリウムと塩化アルミニウムの混合物である。多孔質の炭素も用いられる。この反応ではテトラクロロエチレンが副生し、系に加えられた塩素の量によってはそちらが主生成物になることもある。一般的に、両者は一緒に回収され、蒸留によって分離される。

## 用途
様々な有機化合物の良溶媒である。1920年代に初めて広く使われ始めたとき、その主用途はダイズ、ココナッツ、ヤシからの植物油の抽出であった。他にも、食品工業においてコーヒーのデカフェ、ホップや香辛料からの香料の抽出に使われた。ドライクリーニング用の溶媒としても利用されたが、この用途は1950年代にはテトラクロロエチレンに取って代わられた。
毒性をもつことから1970年代以降ほとんどの国で食品および医薬品工業での使用が禁止された。
その歴史の大部分を通して金属部品のグリース落としとして広く使われた。1950年代後期、より毒性の低い1,1,1-トリクロロエタンが登場したことにより、グリース落としとしての需要は減少し始めた。もう1つの問題点として、印刷をはがしやすくプラスチックを溶かしてしまうことから、多くの機械類へ適用する溶媒としては好ましくないという点が挙げられる。しかしながら、モントリオール議定書に従い 1,1,1-トリクロロエタンの製造は世界の大部分で廃止され、結果としてトリクロロエチレンが再び使われるようになった。100%エタノールを製造する際に、最後に残った微量の水を取り除くのにも使われている。
吸入麻酔薬としては、長い間クロロホルムやジエチルエーテル（エーテル）を抑え、製造にかかる時間およびコストの面で高い効率を示し続けた。イギリスのインペリアル・ケミカル・インダストリーズ(ICI)がさきがけとなり、クロロホルムのような肝毒性や、エーテルのような刺激性・可燃性を持たないことから、その発展は革命とたたえられた。それでもなお、心筋のアドレナリンへの感受性を増加させ不整脈を誘発するなど、いくつかの欠点がある。また、揮発性が低いので蒸発させるためには注意深く温度を制御しながら加熱する必要がある。肝機能検査の値に一過性の上昇が見られるとの研究結果から、肝毒性を持つ可能性があるとみなす考えが強まった。ハロタンと同程度の率だが死亡に至る場合もあった。炭酸ナトリウム（低流量の再呼吸装置の閉鎖回路で使われる二酸化炭素の吸収剤）と共存させると危険であり、容易に分解して 1,2-ジクロロアセチレンになる。この化合物は神経毒性を持ち、肝毒性も疑われているが、これはむしろ代謝生成物であるトリクロロ酢酸が原因となっている可能性が高いとされる。ハロタンは1956年には市場で隆盛を誇り、妊婦への鎮痛薬としての使用が胎児の死亡と関連付けられた1980年代まで、全廃は達成されなかった。発癌性への懸念も同時に起こった。
トリクロロエチレンの活性な代謝物質はトリクロロエタノールであり、これは抱水クロラールのそれと同じである。そのため後者の発癌性への懸念が高まり、議論が行われている。

## 化学的不安定性
金属のグリース落としとしては有用であることが示されているが、金属の存在下では長時間安定ではない。製造工業界では既に1961年にはこの特徴は明らかに認識されており、市販のトリクロロエチレンには添加剤が加えられていた。高温では不安定性がさらに増すため、還流冷却管を使用して沸点まで加熱し、分解を観測することによる安定剤の研究が行われた。最初に広く使われた安定剤はジオキサンであったが、その利用法に関してダウケミカルが特許を取得し独占してしまった。他の安定剤を求め、1960年代に大規模な研究が行われた。効果を発揮することがわかった主な化合物はメチルエチルケトンなどのケトン類であった。この種のケトンに関して、カンザス州ウィチタのフロンティアケミカル (Frontier Chemical Company) が加熱還流による研究を広く行った。

## 健康への影響
労働安全衛生法の第2類特定化学物質(特別有機溶剤等)に指定されている。
トリクロロエチレンを含む有機塩素化合物は自然にはほとんど分解しないこと、海洋汚染源になることから環境に大きな負荷を与える。
吸入すると、トリクロロエチレンは中枢神経系を抑制する。症状は急性アルコール中毒に類似し、頭痛、めまい、錯乱に始まり、吸入を続けると意識喪失を経て死亡する。香りに対して鼻はすぐに麻痺し、知らずに致死量を吸引するおそれがあるため、高濃度の蒸気が存在する可能性のある場所では注意・警戒が必要とされる。
ヒトに対する長期的影響は知られていない。動物実験では、慢性的な被曝によりマウスでは肝臓がんが引き起されるが、ラットの場合には起こらないことが知られている。動物の生殖における影響の検討でも同様な不一致が見られるため、ヒトの場合にも先天的な異常が起こるかどうかについて明確な結論は出ていない。最近の研究ではトリクロロエチレンへの被曝と受精率の間に関連があることが示されている。また、ある場合には精子数の減少が見られることが報告されている。
より最近の分析で変異原性と催奇性が弱い証拠が提示されており、機構は明らかでないが腫瘍の発生を促進することが知られている。しかし、環境量の被曝と比較した場合、外科用麻酔薬としての長期間の使用によるがんの発生率の増加は認められず、そのような効果はおそらく持たないであろうことが確からしいとされている。国際がん研究機関 によるIARC発がん性リスク評価では、2014年にGroup2A（ヒトに対する発癌性がおそらくある）からGroup1（ヒトに対する発癌性が認められる）に昇格された。
アメリカ合衆国環境保護庁 （EPA) は1990年代にトリクロロエチレンがヒトの健康に及ぼす影響を評価するための大規模な調査を行った。4年間の研究ののち、2001年に EPA の主任研究員は以前に考えていたよりも発癌性を持つことが2から40倍確からしくなった、と結論した。
全米科学アカデミーは2006年7月27日にトリクロロエチレンの「発がんの危険性および他の健康に被害を及ぼす危険性を持つ証拠が2001年に比べて強まった」と発表した。さらに、トリクロロエチレンが腎臓がん、生殖機能および発育への障害、パーキンソン病、自己免疫疾患を引き起こす可能性を持つことを示す「膨大な疫学的データ」があることを報告した。アメリカスーパーファンド法で指定された最も汚染された地域（特にアメリカ国防総省、アメリカ合衆国エネルギー省、アメリカ航空宇宙局の管理区域）のうち 60% でトリクロロエチレンが検出されている。
東北地方太平洋沖地震では、江東区の工場で、地震の影響でこぼれたと見られるトリクロロエチレンを吸引し、2人が死亡した。

## 生産の縮小と処置
近年トリクロロエチレンの実質生産量は減少しており、グリース落としの代替品は豊富に存在するため、また健康への不可逆的な影響とそれによる法的責任から、塩素化脂肪族炭化水素は主要な工業分野から姿を消している。
アメリカ軍はほぼ使用を取りやめ、2005年には11ガロンのみしか購入していない。2006年のアメリカでの使用量はおよそ100トンである。
環境汚染された地域の改善を目的としたトリクロロエチレンを生分解可能なバクテリアも既に見つかっている。

## 追加資料
- Agency for Toxic Substances and Disease Registry (ATSDR). 1997. Toxicological Profile for Trichloroethylene.  link
- Doherty, Richard E. (2000). “A History of the Production and Use of Carbon Tetrachloride, Tetrachloroethylene, Trichloroethylene and 1,1,1-Trichloroethane in the United States: Part 2--Trichloroethylene and 1,1,1-Trichloroethane”. Environmental Forensics 1 (2):  83–93. doi:10.1006/enfo.2000.0011.
- Lipworth, Loren; Tarone, Robert E.; McLaughlin, Joseph K. (2006). “The Epidemiology of Renal Cell Carcinoma”. The Journal of Urology 176 (6):  2353–8. doi:10.1016/j.juro.2006.07.130. PMID 17085101.
- U.S. Environmental Protection Agency  (USEPA). 2001. Trichloroethylene Health Risk Assessment: Synthesis and Characterization (External Review Draft)  link
- U.S. National Academy of Sciences (NAS). 2006. Assessing Human Health Risks of Trichloroethylene - Key Scientific Issues. Committee on Human Health Risks of Trichloroethylene, National Research Council.  link
- U.S. National Toxicology Program (NTP). 2005. Trichloroethylene, in the 11th Annual Report of Carcinogens.    link
- Comment on Voluntary Scheme for users of Trichloroethylene at
- Des Barres, Pamela. I'm with the Band: Confessions of a Groupie. Beech Tree & William Morrow, 1987-01-01. ISBN 978-1-55652-589-6.       リンク